# Tarfaya
Tarfaya er en by i det sydlige Marokko med et indbyggertal på 11.030 (2024). Byen er hovedstad i regionen Kap Juby og ligger ved kysten til Atlanterhavet, tæt på grænsen til Vestsahara.